# Motore trasversale
Il motore trasversale è un tipo di propulsore in cui l'albero a gomiti è perpendicolare al senso di marcia del veicolo. Molte automobili moderne a trazione anteriore usano questa configurazione.

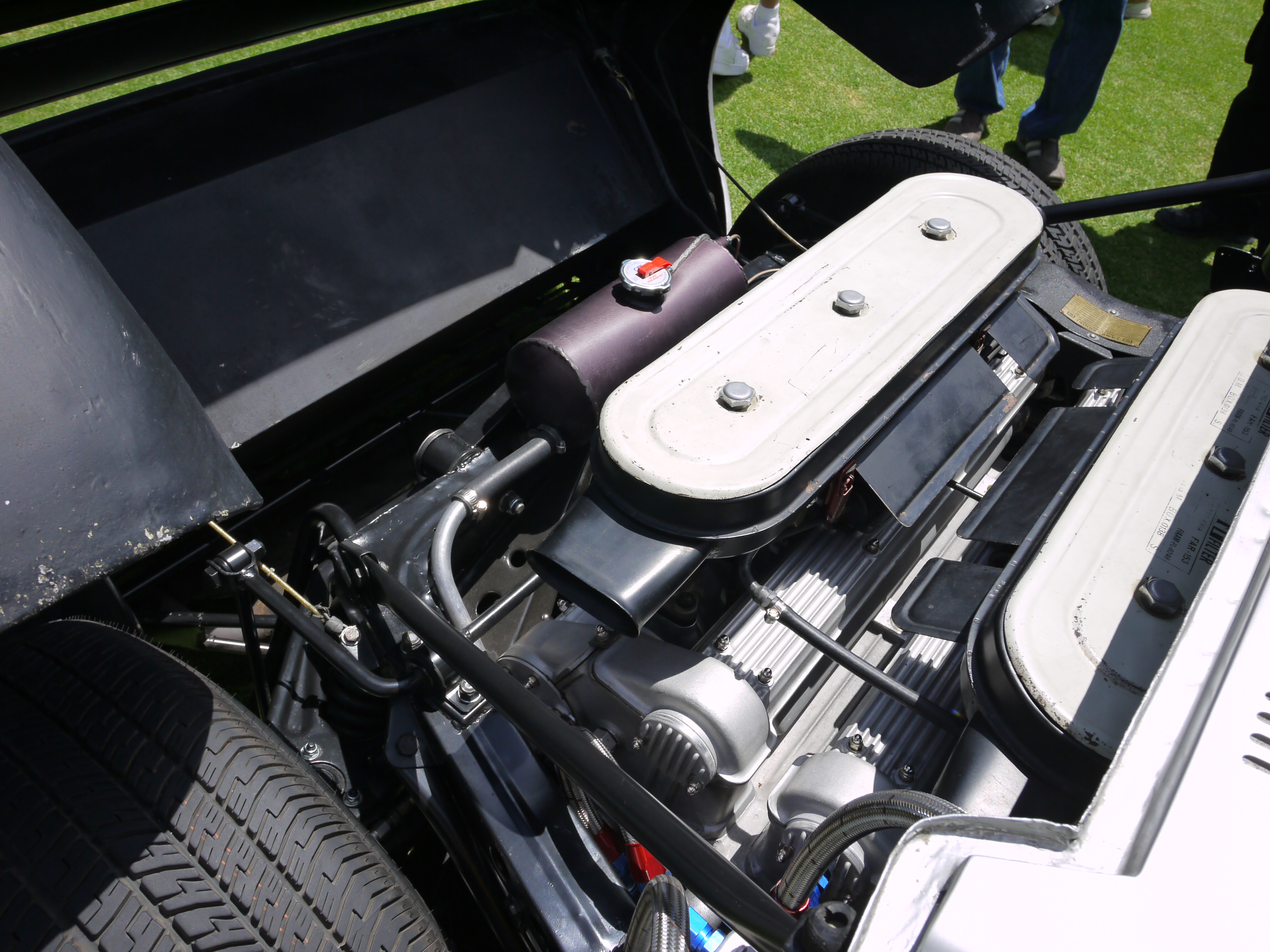
Esempio di un motore trasversale montato su una Lamborghini Miura

## Caratteristiche
Rispetto al motore longitudinale, il motore montato trasversalmente ha alcuni vantaggi, tra cui la migliore razionalizzazione degli ingombri che portano ad uno spazio maggiore nell'abitacolo e la maggiore sicurezza in caso di impatto. Il motore trasversale è nato sulle utilitarie, e si è esteso alle vetture con propulsore di cilindrata maggiore per l'ottimizzazione in maniera più efficiente degli ingombri dell'abitacolo e della carrozzeria della vettura.